# Livrustkammaren
Kraljeva orožarna (švedsko Livrustkammaren) je muzej v kraljevi palači v Stockholmu, Švedska.
Muzej hrani veliko predmetov švedskih kraljev in iz švedske vojne zgodovine. Je najstarejši muzej na Švedskem. Leta 1628 ga je ustanovil kralj Gustav II. Adolf, ko se je odločil, da se morajo njegova oblačila s pohoda na Poljsko ohraniti za naslednje rodove.
V muzeju je tudi lovski rog, izdelan iz roga zadnjega zobra, ki ga je švedska vojska med invazijo na Poljsko kot plen odpeljaja iz Jaktorówa.
- Okrašeni lovski rog kralja Sigismunda III. Poljskega, izdelan  iz roga zadnjega zobra
- Obleka, ki jo je na kronanju nosila kraljica Kristina
- Poročna obleka kraljice Zofije Magdalene Danske (1766)
- Pustna oprava kralja Gsstava III.
- Čelada Gustava Vasa (1540)